# Diadelia granulipennis
Diadelia granulipennis là một loài bọ cánh cứng trong họ Cerambycidae.